# Бангертер, Ханс
Ханс Бангентер (нем. Hans Bangerter; 10 июня 1924, Штуден, Берн — 29 июля 2022, Берн) — швейцарский футбольный функционер, в 1960—1989 годах — генеральный секретарь УЕФА.

## Карьера
В 1953—1959 годах работал в секретариате ФИФА. 29 лет был генеральным секретарём УЕФА.
Работал при четырёх президентах УЕФА, выступал за идею фиксированных дат для матчей европейских клубных турниров, а также предложил использовать правило гола на чужом поле для определения победителя в спаренных играх. Под руководством Бангертера были отрегулированы взаимоотношения УЕФА и телевидения.
Награждён высшей наградой FIFA — орденом за заслуги, также награждён Орденом Почёта УЕФА.
Почётный член УЕФА, имевший право посещать конгрессы УЕФА без права голоса.
Умер 2 августа 2022 года в возрасте 98 лет.